# Липковский, Ян Иосифович
Ян Иосифович Липковский (24 ноября 1863—17 марта 1936) — инженер, общественный деятель, член Учредительного Собрания.

## Биография
Родился в имении Росошь Гайсинского уезда Подольской губернии в семье Юзефа Бенедикта Липковского герба Брохвич (1832—1892) и его жены Цезарины, урождённой Лисовской (19 апреля 1843—?). Лауреат Центральной Парижской школы.
Около 1880 года женился на Виктории Галензовской (Wiktoria Gałęzowska) герба Тарнава (25 января 1870, Париж — 19 октября 1931, Поплавцы), дочери педагога и политика, эмигранта Юзефа Галензовского.
В 1917 году был председателем профсоюза польских служащих сельского хозяйства и сельскохозяйственной промышленности.
В конце 1917 года избран во Всероссийское учредительное собрание в Волынском избирательном округе по списку № 4 (польскому списку).
Председатель (сопредседатель?) Польского Исполнительного комитета в России.
Председатель Центрального Союза военных осадников (поселенцев).
Кавалер Командорского креста Ордена Возрождения Польши.
Скончался в Сулеювеке. По одним сведениям похоронен в Большой Берестовице, по другим — в Попловцах.

### Рекомендуемые источники
- Polski Słownik Biograficzny t. 17 s. 403 LIPKOWSKI Jan (1863-1936) inżynier, działacz społeczny